# Município de South Bloomfield
O município de South Bloomfield (em inglês: South Bloomfield Township) é um município localizado no condado de Morrow no estado estadounidense de Ohio. No ano de 2010 tinha uma população de 1.752 habitantes e uma densidade populacional de 26,1 pessoas por km².

## Geografia
O município de South Bloomfield encontra-se localizado nas coordenadas 40° 22′ 54″ N, 82° 40′ 48″ O. Segundo o Departamento do Censo dos Estados Unidos, o município tem uma superfície total de 67.14 km², da qual 67.06 km² correspondem a terra firme e (0.12%) 0.08 km² é água.

## Demografia
Segundo o censo de 2010, tinha 1.752 habitantes residindo no município de South Bloomfield. A densidade populacional era de 26,1 hab./km². Dos 1.752 habitantes, o município de South Bloomfield estava composto pelo 96.86% brancos, o 0.68% eram afroamericanos, o 0.11% eram amerindios, o 0.34% eram asiáticos, o 0.06% eram insulares do Pacífico, o 0.29% eram de outras raças e o 1.66% pertenciam a duas ou mais raças. Do total da população o 1.03% eram hispanos ou latinos de qualquer raça.